# The Pioneers of Tomorrow
The Pioneers of Tomorrow er et børneprogram, der sendes på den officielle palæstinensiske Hamas tv-station Al-Aqsa TV. Udsendelse af programmet begyndte i april 2007 og sluttede i oktober 2009. I programmet optræder en pige Saraa Barhoum sammen med en medvært der er en person i en dukke. I  april 2007 var medværten musen Farfour. I juli 2007 var medværten bien Nahoul. I februar 2008 var medværten kaninen Assoud og i februar 2009 var medværten bjørnen Nassour. De to første er ifølge historien i programmet blev dræbt af jøderne.
I Danmark er programmet bedst kendt fordi det i et afsnit omtaler genoptrykningen af Muhammed-tegningerne i 2008  
- Season 3 Episode 2: Assoud vs. Denmark.

## Eksterne links
- Børneprogram truer Muhammedtegner Kurt Westergaard

| Fjernsyn | Spire Denne artikel om et tv-program er en spire som bør udbygges. Du er velkommen til at hjælpe Wikipedia ved at udvide den. |